# Szamosbecs
Szamosbecs es un pueblo ubicado en el distrito de Csenger, en el condado de Szabolcs-Szatmár-Bereg, Hungría.

## Superficie
Posee una superficie de 6,710 kilómetros cuadrados.

## Demografía
Hasta 2019 la población era de 373 habitantes, con una densidad de población de 55,59 habitantes por kilómetro cuadrado.